# Иннокентий, диакон
Иннокентий (... - Рим, 6 августа 248 года) — священномученик, диакон. День памяти — 6 августа.

Святой Иннокентий (который в мартирологе Адона Вьенского именуеется Винченцо) был одним из четырех дьяконов, которые 6 августа 248 года были схвачены и убиты вместе с папой римским Сикстом II возле катакомб Предтечи в Риме по приказу римского императора Валериана. Тремя другими диаконами были святые Ианнуарий, Магн и Стефан. В тот же день были замучены еще два диакона, Фелициссим и Агапит, которых не было в то время, когда схватили папу.  Их память совершается в один день с памятью папы римского Сикста II. Четыре дня спустя в рамках того же преследования христиан был убит и святой Лаврентий. Его память совершается 10 августа.
Священномученик Иннокентий почитается покровителем Гасперины в Калабрии и Сан Мартино Ночето, квартала в Раполло в Лигурии.